# امهرست (ویسکانسین)
امهرست، ویسکانسین (به انگلیسی: Amherst, Wisconsin) یک Village (Wisconsin) و روستا در ایالات متحده آمریکا است که در شهرستان پورتیج واقع شده‌است.

## خصوصیات
امهرست ۳٫۵۰ کیلومترمربع مساحت و ۱٬۰۳۵ نفر جمعیت دارد و ۳۳۳ متر بالاتر از سطح دریا واقع شده‌است.

## نگارخانه

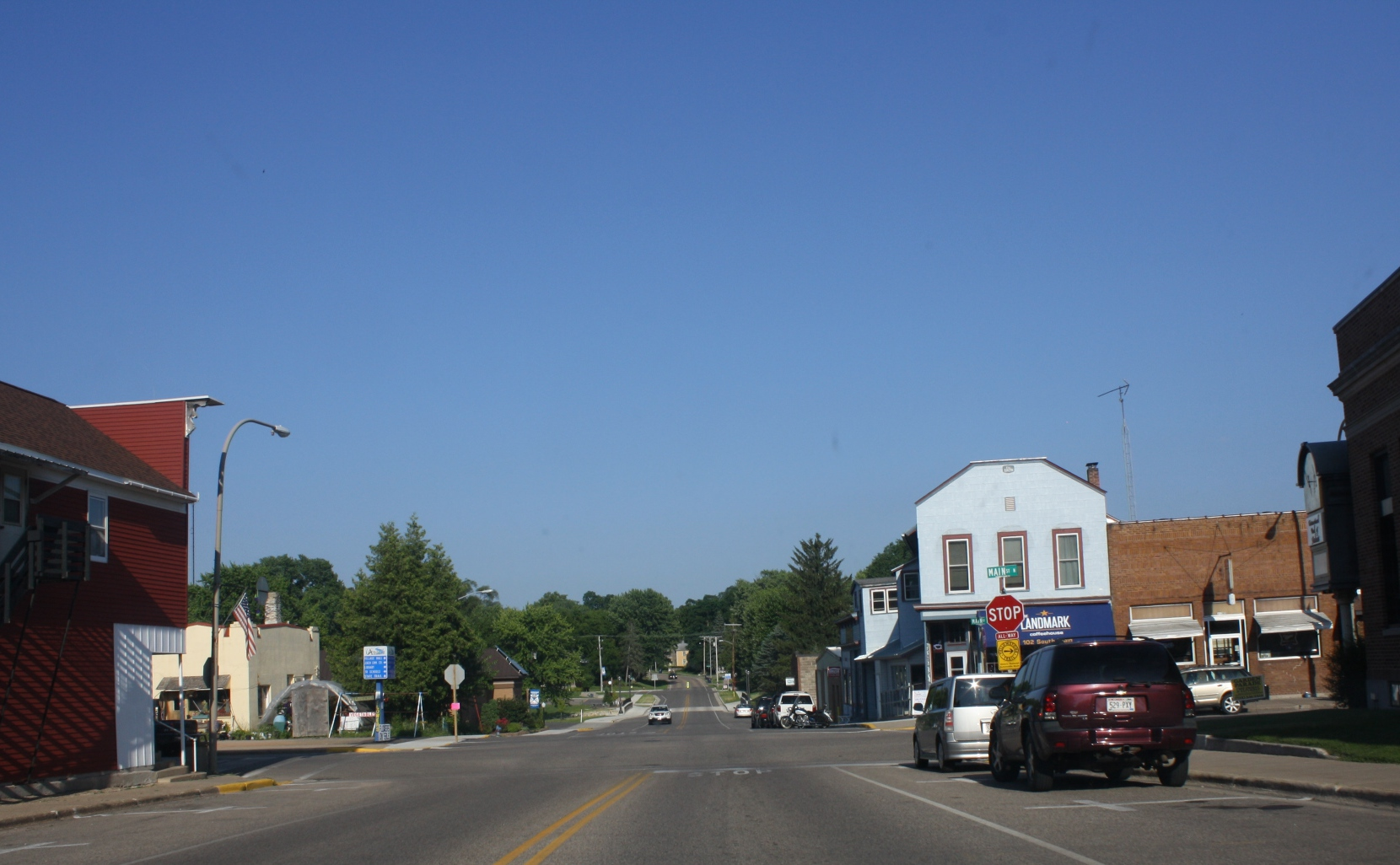
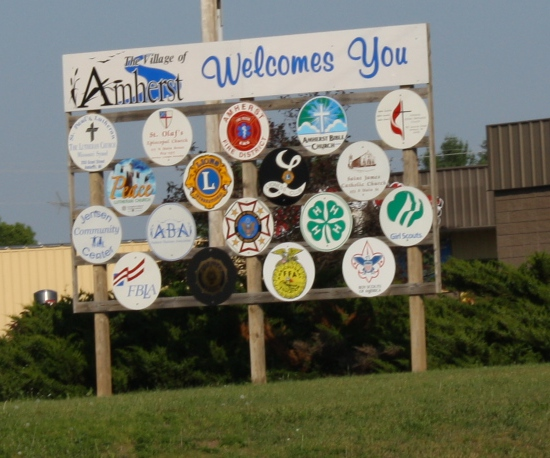